# Simon P. Keefe
Simon Patrick Keefe (Leicester, 24 dicembre 1968) è un musicologo britannico.
Ha studiato alle università di Cambridge, Boston e alla Columbia, dove ha conseguito il dottorato di ricerca nel 1997 con una tesi sui concerti viennesi di Mozart. Dopo aver ottenuto una cattedra a Christ Church ha insegnato alla Queen's University Belfast dal 1999. È stato poi docente di musica alla City University di Londra dal 2003 e nel 2008 è stato nominato alla cattedra di musica James Rossiter Hoyle dell'Università di Sheffield.
Specializzato su Mozart, è l'unico membro britannico dell'Akademie für Mozart-Forschung dell'Internationale Stiftung Mozarteum di Salisburgo. Ha scritto anche di Haydn e Beethoven, e studiato Wagner, il concerto e la canzone popolare francese del XX secolo.
È stato consulente musicologico del documentario di BBC Two Mozart in Prague: Rolando Villázon on Don Giovanni (2014), del programma Newsnight, e di In Mozart's Footsteps: London di Deutsche Welle.

## Opere
- Mozart's Piano Concertos: Dramatic Dialogue in the Age of Enlightenment (2001)
- Mozart's Viennese Instrumental Music: A Study of Stylistic Re-Invention (2007)
- Mozart's Requiem: Reception, Work, Completion (2012)
- Mozart in Vienna: The Final Decade (2017)

## Riconoscimenti
La Mozart Society of America ha premiato la monografia Mozart's Requiem: Reception Work and Completion con il Marjorie Weston Emerson Award 2013 come miglior pubblicazione del 2011-2012. Mozart in Context (2018), a cura di Simon P. Keefe, è stato indicato da BBC Music Magazine tra i migliori testi di musica classica del 2019 e ha ottenuto il premio Outstanding Academic Title dalla rivista Choice.